# Districte de Toledo
El districte de Toledo és un dels sis districtes en què es divideix el territori de Belice. La capital és la vila de Punta Gorda. És el districte més meridional i limita al nord amb els districtes de Cayo i Stann Creek; al ponent, amb el departament guatemalenc d'El Petén; a l'orient, amb el mar Carib; i al sud, amb el departament guatemalenc d'Izabal.

## Geografia
Els principals pobles del districte són Monkey River Town i Toledo Settlement, els pobles maies de San Pedro Columbia, Blue Creek, Indian Creek, Santa Cruz, San Antonio, San Jose, San Felipe, i la vila garifuna de Barranco.

## Història
Toledo va ser l'escenari en què es van desenvolupar diverses importants ciutats maies del Període Clàssic de Mesoamèrica. Entre elles cal citar Nim Li Punit, Lubaantún i Uxbenká. En concloure el període clàssic de la cultura maia, diverses de les ciutats d'aquesta civilització van ser abandonades enmig de desordres, com sembla testificar la troballa d'esteles inacabades a la zona arqueològica de Nim Li Punit. Quan van ser abandonades, les poblacions maies van ser cobertes per l'espessa selva del sud de Belize, i no es va saber molt més d'elles fins que a partir del segle XX es van desenvolupar projectes arqueològics amb el propòsit de conèixer el passat precolombí de la regió. Durant els segles posteriors i abans de l'arribada dels espanyols, el territori va ser ocupat pel grup maia ch'ol.
Els espanyols van ocupar la regió durant els segles xvi i xvii, combatent contra els indígenes que havien presentat gran resistència. A partir del segle xviii, els britànics van colonitzar Belize, al que després es va conèixer amb el nom d'Hondures Britànica. Fins a l'arribada dels garifuna —grup mestís producte de la mescla d'indígenes caribs amb esclaus africans, deportat de les Antilles Menors sota el control del Regne Unit—, Toledo va romandre pràcticament despoblat, ja que els anglesos havien deportat als indis ch'ol al Petén.

## Demografia
En el segle xx la immigració d'indígenes guatemalencs a Toledo —pertanyents a les ètnies kektxís i mopans— va ser un factor que va contribuir al fet que en els nostres dies, una significativa part de la població toledana sigui d'origen maia. També s'hi han establit colons d'origen mennonita i antics combatents confederats
Actualment la població d'origen mestís/espanyol/llatí representa el 18% de la població d'acord amb el cens de l'any 2010, la qual cosa fa del castellà un dels idiomes més importants del districte.

## Galeria d'imatges

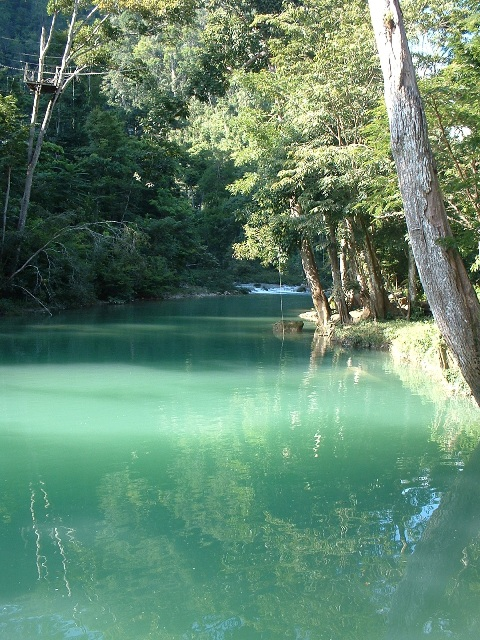
riu Blue Creek
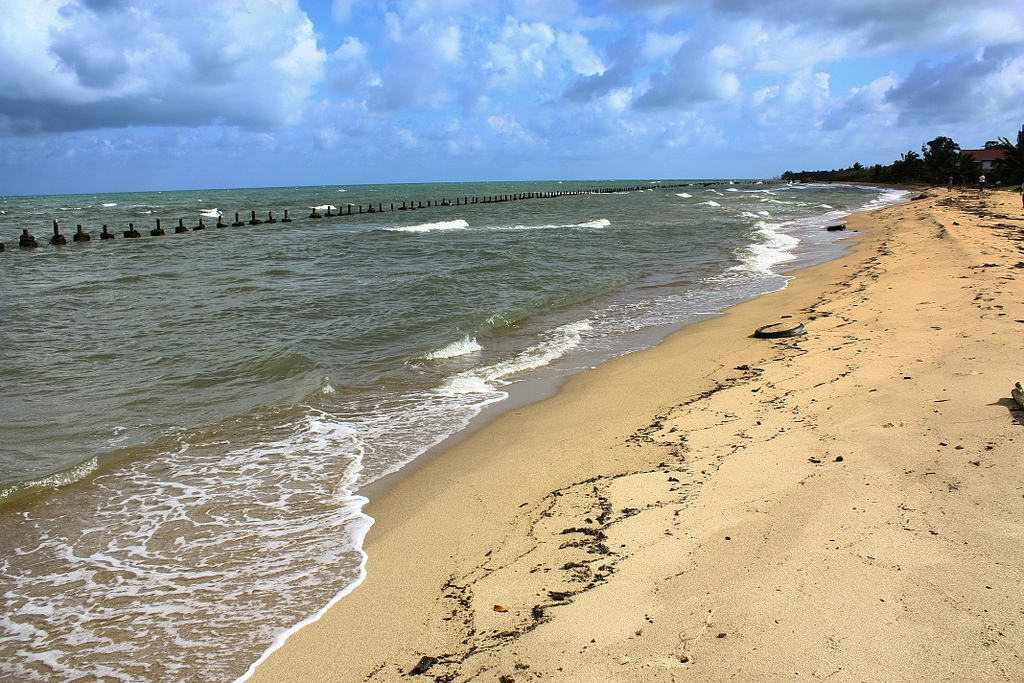
Vila de Monkey River
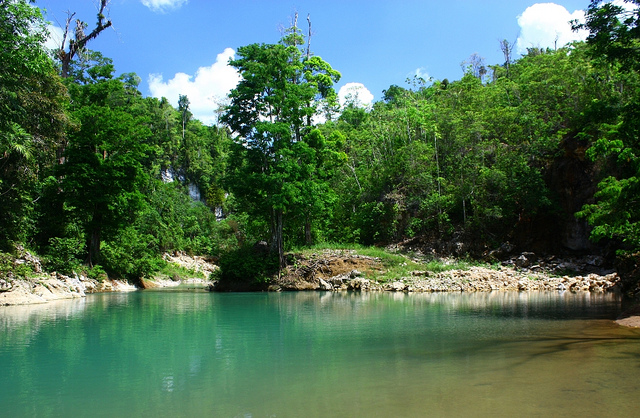
San Miguel Branch
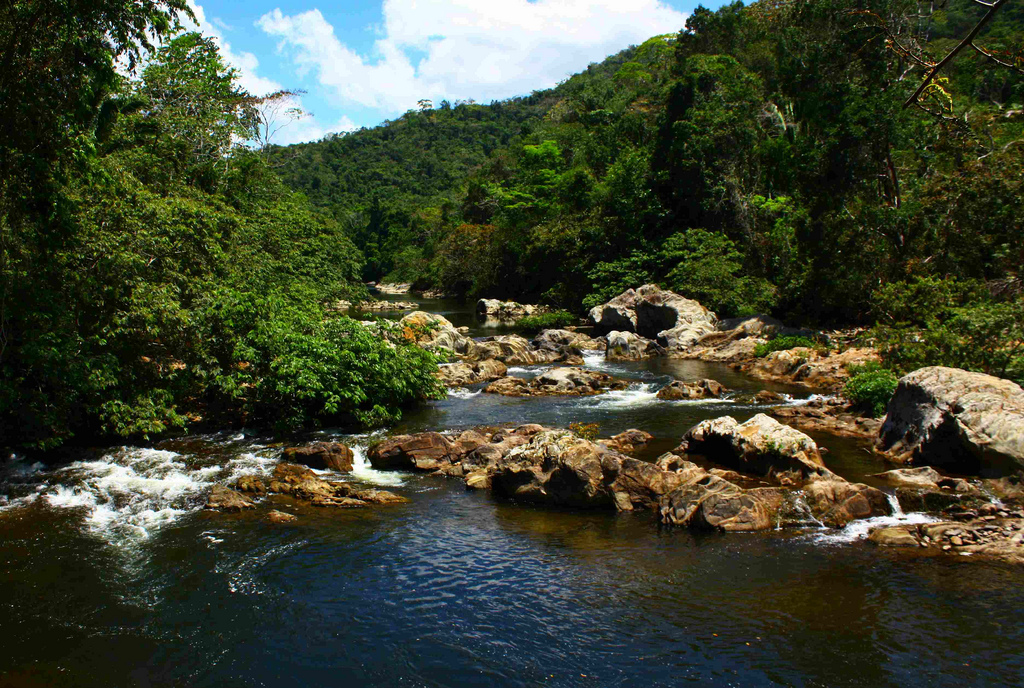
Swasey Branch
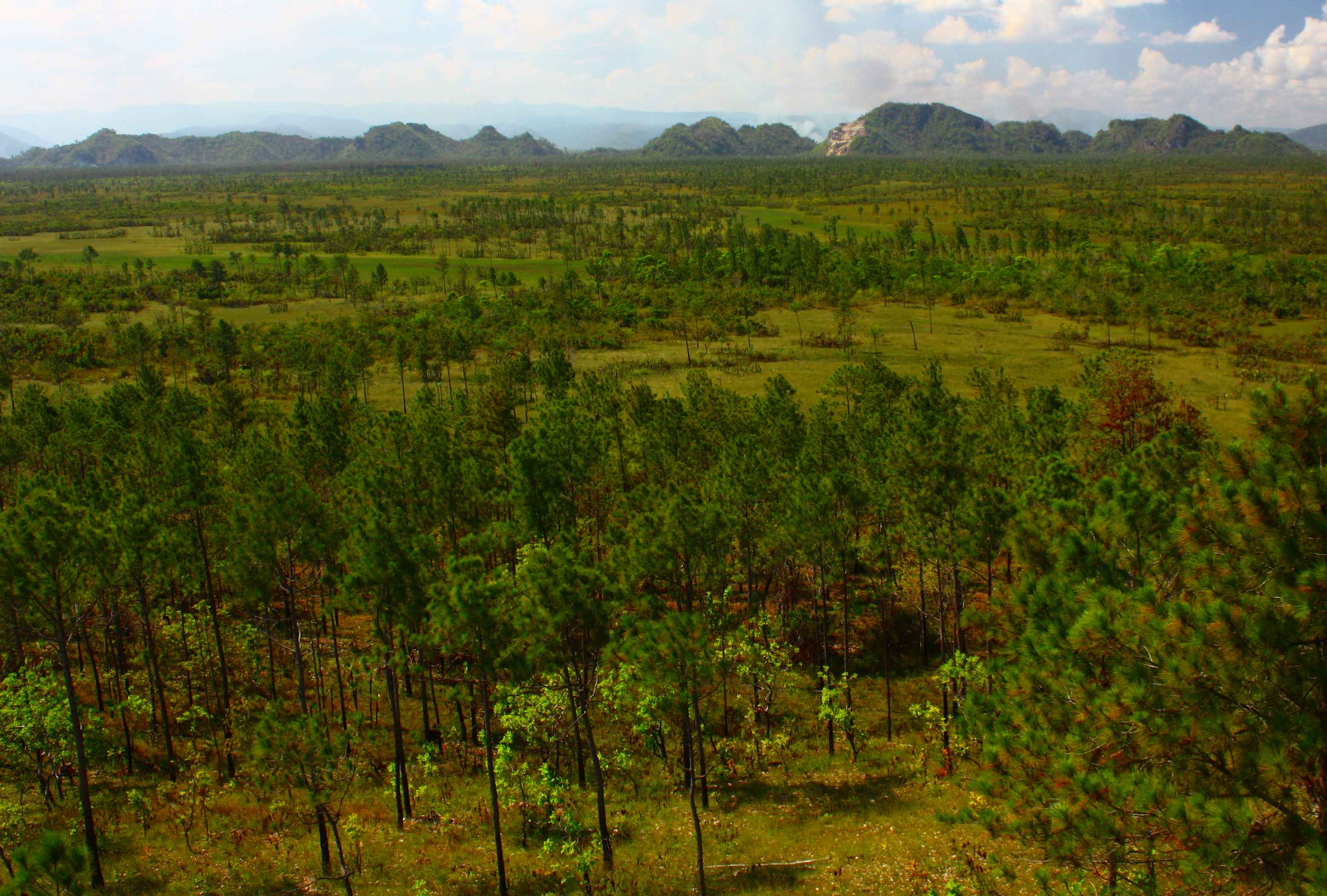
Reserva Bladen mirant les muntanyes Maya
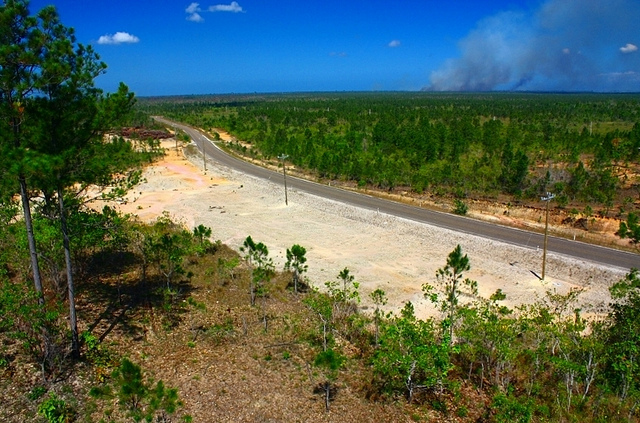
Carretera meridional